# Ruch Wolnej Papui

Tzw. Gwiazda poranna – flaga używana przez OPM

Ruch Wolnej Papui (indonez. Organisasi Papua Merdeka, skrót OPM) – separatystyczna organizacja działająca w zachodniej (indonezyjskiej) części Nowej Gwinei, mająca na celu wywalczenie niepodległości od Indonezji.

## Zachodnia Nowa Gwinea po 1945
Po II wojnie światowej i kilkuletnich walkach z Holandią Indonezja ogłosiła niepodległość, uznaną następnie przez resztę świata. Jednak Zachodnia Nowa Gwinea, tzw. Nowa Gwinea Holenderska nie weszła do nowego państwa, a wciąż pozostawała w związku z Holandią, ukoronowanym m.in. w 1961 powołaniem narodowej Rady Nowej Gwinei. Już jednak wtedy w Waszyngtonie doradcy prezydenta Johna F. Kennedy’ego – McGeorge Bundy i Robert Komer – starali się go namówić, żeby powierzył kontrolę nad handlem Zachodniej Nowej Gwinei Indonezji. W wyniku tego senator Robert F. Kennedy (brat prezydenta) przygotował umowę, którą w sierpniu 1962 podpisały Indonezja, Holandia oraz przedstawiciele ONZ. Jednocześnie jednak Holendrzy starali się zapewnić swojej kolonii prawo do samostanowienia, na podstawie Rezolucji 1514 (XV) ONZ, zwanej potocznie Aktem Wolnego Wyboru, ale ostatecznie terytorium zostało przekazane ONZ, a ta z kolei oddała ją Indonezji. W zamian za to ONZ zażądała jedynie przeprowadzenia referendum w Nowej Gwinei Holenderskiej. Już jednak w 1963 – 6 lat przed referendum – wyspa została zorganizowana jako indonezyjska prowincja – Irian Zachodni.

## Powstanie OPM
Ludność wyspy nie uznała jednak decyzji świata zachodniego i Indonezji, toteż w ramach obywatelskiego nieposłuszeństwa 1 grudnia każdego roku wywiesza flagę Zachodniej Nowej Gwinei, tzw. Gwiazdę poranną. Działania te są jednak nielegalne i zagrożone karą więzienia od 7 do 20 lat.
W 1965, w celu zwiększenia skuteczności starań o niepodległość, Papuasi założyli Ruch Wolnej Papui, który działaniami dyplomatycznymi i militarnymi miał zmusić Indonezję do rezygnacji z Zachodniej Nowej Gwinei. Od samego początku organizacja uznawała rządy indonezyjskie na wyspie za okupację, ale starała się prowadzić z Dżakartą działania dyplomatyczne.
W 1969 na wyspę skierowano generała brygady Sarwo Edhie, który w dniach 14 lipca–2 sierpnia nadzorował „właściwe” przeprowadzenie, tzw. Aktu Wolnego Wyboru: w pierwszej fazie zostało wybranych 1200 Papuasów, którzy – odpowiednio poinstruowani i przekupieni lub też pod nadzorem – jednomyślnie postanowili o oficjalnym włączeniu Zachodniej Nowej Gwinei do Indonezji. Mimo że sami Papuasi, jak i rządy niektórych państw, stanowczo oprotestowali tę decyzję, to jednak Zgromadzenie Ogólne ONZ zaakceptowało wynik „głosowania”. W odpowiedzi na to, przywódcy OPM – Oom Nicolaas Jouwe, Seth Jafeth Roemkorem oraz Jacob Hendrik Prai – postanowili podjąć próbę ogłoszenia przez Zachodnią Nową Gwineę niepodległości. 1 lipca 1971 Roemkorem i Prai ogłosili niepodległość wyspy jako Republiki Papui Zachodniej i sporządzili jej konstytucję. Roemkorem został prezydentem państwa, a Prai – przewodniczącym Senatu.

## Podział w OPM i dalsza działalność
Rozbieżność zdań pomiędzy dwoma liderami – Roemkoremem i Prai’em – doprowadziły jednak szybko do sporów i w efekcie do podziału organizacji na: TPN zarządzaną przez Roemkorema i PEMKA Prai’a. Choć formalnie OPM nadal działał jako jedna organizacja, to wewnętrzny podział znacznie osłabił organizację.
W 1982 organizacja powołała do życia Radę Rewolucyjną Ruchu Wolnej Papui (OPMRC), a liderem ugrupowania został Moses Werror, który zainicjował kampanię dążenia do niepodległości poprzez, tzw. Międzynarodową Dyplomację. Dzięki temu rozpoczęto szukanie poparcia dla niepodległości w głównych organizacjach międzynarodowych, takich jak: ONZ, Ruch Państw Niezaangażowanych, Forum Południowego Pacyfiku czy ASEAN.
Dwa lata później, w 1984 działacze OPM przypuścili atak na stolicę Irianu Zachodniego – Jayapurę – ale zostali szybko odparci, a wojsko rozpoczęło prześladowania ludności, która zaczęła migrować na granicę z Papuą-Nową Gwineą.
W połowie lat 90. XX w. OPM ponownie wzmogła swoją działalność i uzyskała szerokie poparcie ludności. Miało to związek m.in. z nienawiścią Papuasów do korporacji górniczej Freeport-McMoRan, która wydobywa na wyspie złoto. Papuasi zaś oskarżają korporację o degradację środowiska i wspierania indonezyjskiego wojska w łamaniu praw człowieka. Dzięki poparciu społecznemu w 1996 OPM zdecydował się na radykalniejsze działanie i w styczniu, a później w sierpniu, dokonał uprowadzenia kilku Europejczyków jako zakładników. Dwóch z nich zostało zabitych, a resztę wypuszczono.
W 1998 grupa zbrojnych działaczy Ruchu opanowała wieżę ciśnień na wyspie Biak i wywiesiła flagę narodową. Po kilku dniach wieża została jednak siłą odbita przez wojsko. Nie wiadomo, ile osób zginęło, ponieważ rząd zataił tę informację.

## Struktura wewnętrzna
Struktura Ruchu jest trudna do określenia i jej pełne przedstawienie nie jest możliwe. W 1996 naczelnym dowódcą w organizacji był Mathias Wenda. Rzecznik OPM rezydujący w Sydney – John Otto Ondawame – stwierdził, że istnieje 9 mniej lub bardziej niezależnych od siebie komend. Armia indonezyjska utrzymuje z kolei, że do 1991 istniały dwa skrzydła w Ruchu Wolnej Papui: Komenda Victoria dowodzona przez M.L. Prawara (TPN Roemkorema, ponownie przywódca od 1991), który został zastrzelony w 1991; oraz Obrońców Prawdy (wspomniana już PEMKA), która działa na terenie całej Zachodniej Nowej Gwinei.
Znanych jest obecnie trzech dowódców komand regionalnych: Mathias Wenda, oprócz naczelnego dowódcy był także dowódcą regionu Jayapura – Wamena; Kelly Kwalik dowodził w regionie Puncak Jaya/Fakfak (został zastrzelony 16 grudnia 2009 przez wojsko); Bernardus Mawen w Maroke oraz Goliath Tabuni w Puncak Jaya.